# Aleuroplatus acaciae
Aleuroplatus acaciae là một loài côn trùng cánh nửa trong họ Aleyrodidae, phân họ Aleyrodinae.
Aleuroplatus acaciae được Bink-Moenen miêu tả khoa học đầu tiên năm 1983.